# Általános Súly- és Mértékügyi Konferencia
Általános Súly- és Mértékügyi Konferencia a neve annak a nemzetközi hatáskörű intézménynek, amely a méteregyezmény alapján jött létre. Feladata fenntartani a nemzetközi mértékegységeket és koordinálni a mérésügy nemzetközi feladatait. Ilyen hatáskörében ellátja a Nemzetközi Súly- és Mértékügyi Hivatal munkájának felügyeletét.
Eredeti neve franciául Conférence générale des poids et mesures, rövidítése CGPM (szé-zsé-pé-em).
Legfontosabb, egyben első konferenciájának szerepe volt a méter- és a kilogrammetalonok ellenőrzött másolatainak kiosztása a méteregyezmény tagországainak. Ekkorra készült el a 40 darab X-keresztmetszetű, új típusú méter-másolat. Az ősméter és az őskilogramm platinából készült, ezt pénzügyileg kivitelezhetetlen lett volna ennyi másolatban elkészíteni.
A tagországok száma 2009-ben 53, ezen kívül 27 ország társult tagsággal rendelkezik.

## CGPM konferenciák időrendje
| 1.CGPM (1889)   | határozatot hozott arról, hogy a tömeg mértékegysége a kilogramm, amelyet annak platina-irídium ötvözetből készült prototípusa képvisel, és amelyet a Nemzetközi Súly- és Mértékügyi Hivatalban, Sèvres-ben helyeztek el. |
| 2.CGPM (1897)   | A második CGPM nem fogadott el határozatokat. |
| 3.CGPM (1901)   | A liter a térfogat mértékegysége, amelyet egy kilogramm tömegű víz térfogatából határoztak meg. Tisztázta, hogy a kilogramm a tömeg mértékegysége, habár a neve „szabványos súly”. Ennek érdekében meghatározta a földi nehézségi gyorsulás szabványos értékét. Ez mind a mai napig nem változott. Eredeti definícióját még cgs-mértékegységrendszerben adták meg: 980,665 cm/s² |
| 4.CGPM (1907)   | A metrikus karát = 200 mg mértékegység elfogadása. |
| 5.CGPM (1913)   | Döntés a nemzetközi hőmérsékleti skáláról. |
| 6.CGPM (1921)   | A méteregyezmény revíziója. A méter-etalon mérését két, egymástól 571 mm-re levő hengeres alátámasztás felett kell mérni. A méter méréséhez 1898-tól 1960-ig a Michelson-interferométert használták (Albert Abraham Michelson Nobel-díjas fizikus alkotása). |
| 7.CGPM (1927)   | Az Elektromos Konzultatív Bizottság (Consultative Committee for Electricity CCE) alapítása. |
| 8.CGPM (1933)   | Az abszolút elektromos egységek definíciója. |
| 9.CGPM (1948)   | amper, bár, coulomb, Farad, henry, joule, newton, ohm, volt, watt, weber meghatározása. A Celsius-fok engedélyezése. Az l (L kisbetűs változata) a liter mértékegység számára. A tizedesvessző és a tizedespont egyenértékű használata decimális terminátorként. A stère (francia mértékegység a köbméter mérésére) és a másodperc változtatása . A hosszú skála szám-elnevezési rendszert javasolták, de nem fogadták el. |
| 10.CGPM (1954)  | A kelvin, a szabványos atmoszféra (101325 Pa) elfogadása. A nemzetközi mértékegységrendszer számára a (méter, a kilogramm, a másodperc, az amper, a kelvin és a candela) definíciója. |
| 11.CGPM (1960)  | A méter meghatározása a kripton 86 által kibocsátott fény hullámhossza alapján. Új mértékegységek: a hertz, a lumen, a lux, a tesla elfogadása. Az új metrikus mértékegységrendszer jele: SI és neve Système International d'Unités. Új prefixumok pico-, nano-, micro-, mega-, giga- és a tera- elfogadása. |
| 12.CGPM (1964)  | A liternek 1 dm³-ként való ismételt elfogadása. Az atto- és femto- prefixumok hozzáadása. |
| 13.CGPM (1967)  | A másodperc megújult definíciója: az alapállapotú cézium-133 atom két hiperfinom energiaszintje közti átmenetnek megfelelő sugárzás 9 192 631 770 periódusának időtartama nulla kelvin hőmérsékleten. A Kelvin-fok neve ezentúl: kelvin. A candela megújult definíciója. |
| 14.CGPM (1971)  | Új SI-alapegység: a mól definíciója. A pascal és a siemens elfogadása. |
| 15.CGPM (1975)  | Javaslat a fény vákuumbeli terjedési sebességének pontos értékére. A peta- és az exa- prefixumok bevezetése. Új radiológiai mértékegységek: a gray és a becquerel. |
| 16.CGPM (1979)  | A kandela és a sievert definíciója. A kisbetűs l és a nagybetűs L egyaránt a liter mértékegység jele, de nem dőlt betűvel. (Dőlt betűvel csak a fizikai mennyiségek jelölhetőek). |
| 17.CGPM (1983)  | A méter – a fény vákuumbeli terjedési sebességére alapozott – új definíciója (Bay Zoltán munkája nyomán). Az alapegységek máig érvényes definíciójának elfogadása. |
| 18.CGPM (1987)  | A Josephson-állandó: KJ, és a von Klitzing-állandó: RK nemzetközi értékének elfogadása az amper és a kilogramm pontosabb meghatározásának előkészítése érdekében (árammérleg és a wattmérleg), amelyek majd a Planck-állandó alapján lesznek definiálhatóak. |
| 19.CGPM (1991)  | Új prefixumok yocto-, zepto-, zetta- és yotta-. |
| 20.CGPM (1995)  | Az SI kiegészítő egységek: a (radián és a szteradián) SI származtatott egységek lettek. |
| 21.CGPM (1999)  | Új SI származtatott egység, a katal, mint a mol/másodperc elfogadása a katalitikus aktivitás mértékegységéül. Ez az anyagmennyiség-áram mértékegysége, de orvosi használatra határozták meg. |
| 22.CGPM (2003)  | A tizedesvesszőt és a tizedespontot ismételten decimális terminátorként engedélyezték. "A számok a jobb olvashatóság érdekében hármasával tagolhatóak, de a szóközök helyére sem pontot, sem vesszőt nem szabad tenni." |
| 23.CGPM (2007)  | A kelvin újabb értelmezése és további előkészületek az alapmértékegységek revíziójának céljára. |
| 24.CGPM (2011)  | Az SI-mértékegységrendszer jövőjének meghatározása. |
| 25.CGPM (2014)  | Az SI revíziójának értékelése. Az alapvető fizikai állandók értékének pontosítása újabb mérési eredmények alapján a CODATA rendszerben. |
| 26.CGPM (2018)  | A cézium sugárzásához tartozó frekvencia, a fény vákuumbeli sebessége, a Planck-állandó, az elemi töltés, a Boltzmann-állandó, az Avogadro-szám, és a spektrális fényhasznosítás értékének rögzítése. Ezekkel a fizikai állandókkal a másodperc, a méter, a kilogramm, az amper, a hőmérséklet, a mol, és a kandela újra definiálása. Határozat a 2019. május 20-tól érvényes új SI bevezetéséről. |
| 27.CGPM (2022)  | Fontos döntések az SI megújítása érdekében kötődésben a nemzetközi Méteregyezmény 150 éves évfordulójához kapcsolódóan (nemzetközi mérésügyi nap 2025 május 20-a). A 2025 évi CGPM előkészítése. Új prefixumok bevezetése (R 1027 ronna, r 10-27 ronto, Q 1030 Quetta, q 10-30 quecto). Az Egyezményes koordinált világidő (UTC) és a Nemzetközi atomidő (TAI) közötti 0,9 másodperces eltérés helyesbítése a Nemzetközi Távközlési Egyesülettel (ITU) egyetértésben. Ennek előzetes felülvizsgálata a 2035-ös évre vonatkozóan, a szökőmásodpercre vonatkozóan. A másodperc definíciójának újrafogalmazása (értékének változatlanul hagyásával). A költségvetési számok rögzítése |
| 28. CGPM (2026) | További döntések a másodperccel kapcsolatban Rydberg állandó? Stroncium 87? Higany 199? Ytterbium 171? |
| 29. CGPM (2030) | Tervezés alatt |

## További olvasnivaló
- Nemzetközi Súly- és Mértékügyi Hivatal (BIPM)
- International Committee for Weights and Measures (Súly- és Mértékügyi Nemzetközi Bizottság)
- Institute for Reference Materials and Measurements, IRMM (Nemzetközi Kalibrálási és Hitelesítési Intézet)
- National Institute of Standards and Technology, NIST (amerikai Országos Műszaki és Szabványügyi Intézet)